# شاه‌ملکی
شاه‌ملکی، روستایی از توابع بخش مرکزی شهرستان کرمانشاه در استان کرمانشاه ایران است.

## جمعیت
این روستا در دهستان دورود فرامان قرار دارد و براساس سرشماری مرکز آمار ایران در سال ۱۳۸۵، جمعیت آن ۴۸۳ نفر (۱۰۱خانوار) بوده‌است.مردم این روستا به زبان لکی سخن میگویند.